# Luj II. od Monaka
Luj II. od Monaka, punim imenom Louis Honoré Charles Antoine Grimaldi (Baden-Baden, Veliko Vojvodstvo Baden, 12. srpnja 1870. – Monako, 9. svibnja 1949.), monegaški knez od 1922. do 1949. godine, iz kneževske dinastije Matignon-Grimaldi. Bio je posljednji muški odvjetak dinastije, koja se nastavila na glavnu lozu Grimaldijevih, preko ženske linije u 18. stoljeću. Naslijedio ga je unuk Rainier III., sin njegove kćeri Charlotte.

## Životopis
Rodio se kao jedino dijete monegaškog kneza Alberta I. Grimaldija i Mary Victorije Hamilton. Njegova majka bila je kći Williama Hamiltona, 11. vojvode od Hamiltona i princeze Marie Amelie Badenske. Roditelji su mu se razveli kada je imao deset godina. Luj je odgojen u Njemačkoj, a osim njegove majke u njegovu odgoju je sudjelovao i očuh, grof (kasnije princ) Tasziló Festetics iz mađarske aristokratske obitelji hrvatskog podrijetla.
S jedanaest godina vratio se u Monako, kako bi se pripremio za buduće kneževske dužnosti. Međutim, nije želio živjeti sa svojim hladnim i distanciranim ocem te je napustio Monako i upisao se u francusku vojnu akademiju Saint-Cyr. Četiri godine nakon diplomiranja na akademiji, pridružio se Legiji stranaca u tadašnjoj francuskoj koloniji Alžiru. Tamo je upoznao kabaret pjevačicu Marie Juliette Louvet, u koju se zaljubio. Godine 1898. par je dobio djevojčicu Charlottu, no Lujev otac Albert I. nije htio odobriti brak između svog sina i rastavljene žene s dvoje djece iz prvog braka, koja je k tome i kabaret pjevačica. Zbog toga se Luj zakleo ocu da se neće nikada ženiti.
Nakon određenog vremena, knez Albert I. je shvatio da će njegov sin zbilja održati zakletvu i neće se oženiti, što je stvorilo prijestolonasljednu i državnu krizu, jer ako bi Monako ostao bez prijestolonasljednika, država bi bila vraćena Francuskoj. Zbog toga je Albert I. 1911. godine, donio zakon kojim je Charlotte proglašena Lujevom zakonitom kćerkom. Međutim, jer je zakon bio u direktnoj koliziji sa statutom iz 1882. godine, nađeno je rješenje da Luj posvoji svoju kćerku, nakon čega ju je djed Albert I. proglasio nasljednom princezom Monaka.
Luj Grimaldi je preuzeo prijestolje nakon očeve smrti, 26. lipnja 1922. godine, kao Luj II. od Monaka. Iako nije ostvario utjecaj na Monako kakav je ostavio njegov otac, Luj II. je pridonio suvremenizaciji i popularizacije male kneževine. Godine 1924. osnovan je AS Monaco FC, a 1929. godine utemeljena je Velika nagrada Monaka.
Za vrijeme Drugog svjetskog rata (1939. – 1945.), održavao je veze s Vichyjevskom Francuskog pod upravom maršala Petaina. S druge strane, stanovništvo Monaka činili su većinom potomci Talijana, koji su podržavali fašistički režim talijanskog vođe Benita Mussolinijia. Godine 1942. talijanska vojska je napala i osvojila Monako. Poslije kapitulacije Italije u rujnu 1943. godine, Monako je okupirala njemačka vojska i počela deportirati Židove u koncentracijske logore.
Lujeva neodlučnost uzrokovala je sukob s njegovim unukom Rainierom koji je podržavao Saveznike. Poslije rata se oženio francuskom glumicom Ghislaine Dommanget i većinu vremena živio izvan Monaka, u monegaškoj rezidenciji izvan Pariza. Poslije smrti, naslijedio ga je unuk Rainier III.
| Prethodnik:               | Knez Monaka (1922. – 1949.) | Nasljednik:                  |
| Albert I. (1889. – 1922.) | Knez Monaka (1922. – 1949.) | Rainier III. (1949. – 2005.) |